# Pletholax
Pletholax – rodzaj jaszczurek z rodziny płatonogowatych (Pygopodidae).

## Zasięg występowania
Rodzaj obejmuje gatunki występujące w Australii (Australia Zachodnia). 

## Systematyka
Rodzaj zdefiniował w 1864 roku amerykański paleontolog, zoolog i anatom porównawczy Edward Drinker Cope w artykule poświęconym systematyce łuskonośnych opublikowanym w czasopiśmie Proceedings of the Academy of Natural Sciences of Philadelphia. Gatunkiem typowym jest (oryginalne oznaczenie) Pletholax gracilis.

### Etymologia
Pletholax: gr. πληθω plēthō ‘być pełny’; łac. laxus ‘przestronny, szeroki’.

### Podział systematyczny
Do rodzaju należą następujące gatunki: 
- Pletholax edelensis Storr, 1978
- Pletholax gracilis Cope, 1864